# Skyddsobjekt

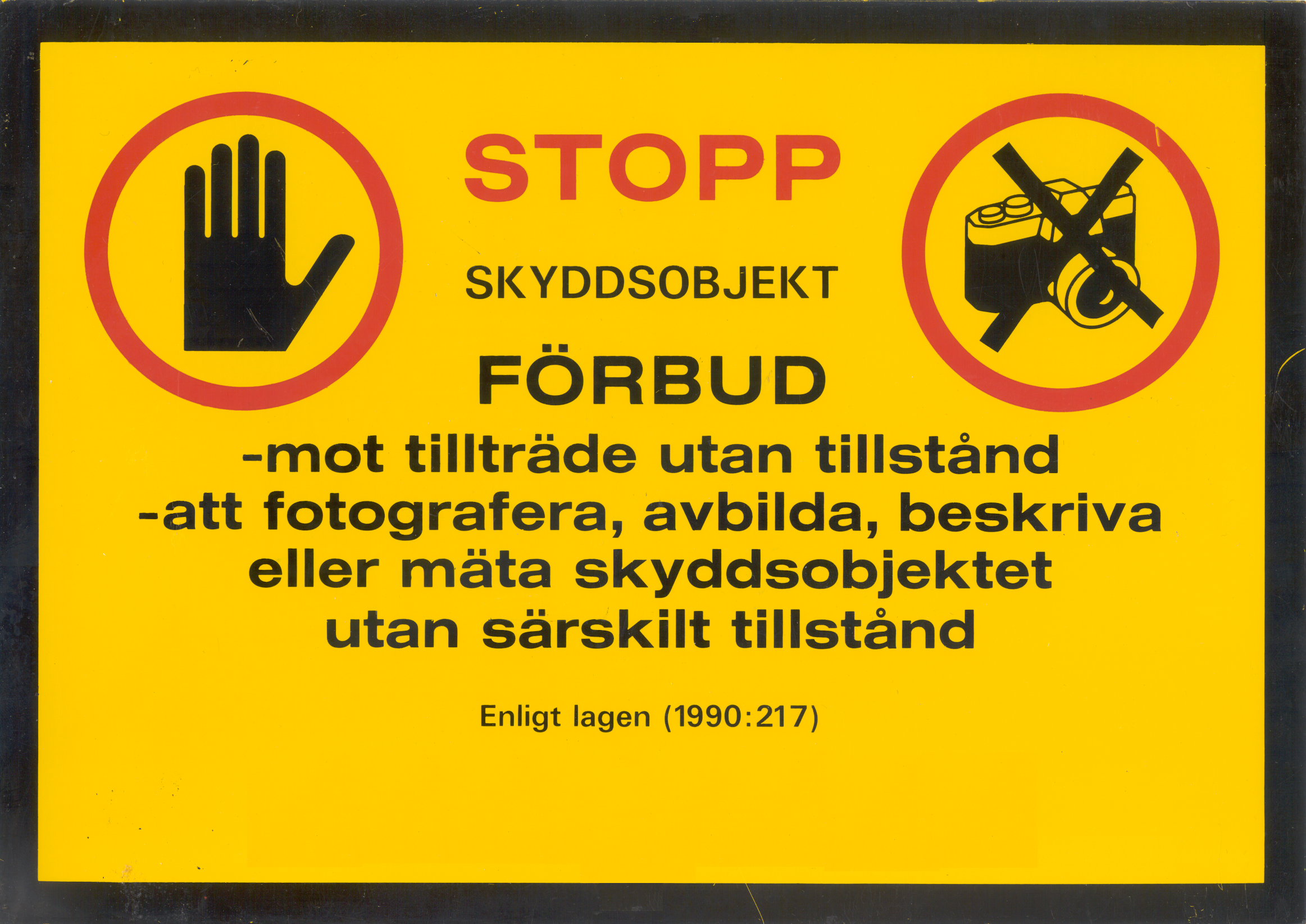
Skylt för skyddsobjekt med fotoförbud

Skyddsobjekt är den svenska benämningen på vissa byggnader, anläggningar, områden och andra objekt som enligt Skyddslagen (2010:305) har beviljats förstärkt skydd mot:
1. sabotage,
2. terroristbrott enligt terroristbrottslagen (2022:666)[2],
3. spioneri samt röjande i andra fall av hemliga uppgifter som rör totalförsvaret, eller
4. grovt rån.

Den nuvarande lagen trädde i kraft den 1 juli 2010 och ersatte den då gällande skyddslagen (1990:217). 
Skyddslagen innehåller också bestämmelser om skydd för allmänheten mot skada som kan uppkomma till följd av militär verksamhet.
Två betydelsefulla typer av skyddsobjekt är försvarsanläggningar och flygplatser.

## Beslut om skyddsobjekt
Regeringen eller den myndighet som regeringen bestämmer får besluta i frågor om skyddsobjekt.

Försvarsmakten får besluta i frågor om skyddsobjekt som gäller:
1. sådana byggnader, andra anläggningar och områden som disponeras huvudsakligen av Försvarsmakten, Försvarets materielverk eller Försvarets radioanstalt,
2. militära fartyg och luftfartyg,
3. områden där Försvarsmakten, Försvarets materielverk eller Försvarets radioanstalt tillfälligt bedriver övningar, prov eller försök eller där oförutsedda följder av sådan verksamhet kan inträffa och områden där Försvarsmakten har satts in för att hindra en kränkning av Sveriges territorium eller för att möta ett väpnat angrepp mot landet om beslutet inte avser längre tid än tre dygn,
4. områden där Försvarsmakten, Försvarets materielverk eller Försvarets radioanstalt tillfälligt bedriver övningar, prov eller försök eller där oförutsedda följder av sådan verksamhet kan inträffa och områden där Försvarsmakten har satts in för att hindra en kränkning av Sveriges territorium eller för att möta ett väpnat angrepp mot landet.[5]

Länsstyrelsen i det län där byggnaden, anläggningen eller området finns kan i andra fall besluta om skyddsobjekt. Detta gäller inte för riksdagens eller regeringens byggnader, anläggningar eller områden.
Ett beslut om skyddsobjekt ska gälla tills vidare eller i vissa fall under kortare tid, högst fem år.
Ett beslut om skyddsobjekt innebär att obehöriga inte har tillträde till skyddsobjektet, inklusive tillträde med obemannade farkoster. Genom särskilt beslut kan tillträdesförbudet förenas med ett förbud mot att göra avbildningar, beskrivningar eller mätningar av eller inom skyddsobjektet. Om det räcker för att tillgodose skyddsbehovet, kan tillträdesförbudet ersättas av ett avbildningsförbud eller av ett förbud mot att bada, dyka, ankra eller fiska.

### Skyddsområde
Begreppet militärt skyddsområde försvann i och med den nya lagen. Militära anläggningar som är viktiga för att skydda Sverige och områden av särskild militär betydelse kan i stället bli skyddsobjekt.

## Bevakning av skyddsobjekt
Till bevakning får polismän, militär personal eller annan särskilt utsedd personal anlitas. Den som bevakar ett skyddsobjekt och som inte är polisman benämns skyddsvakt.

## Tillträde till ett skyddsobjekt
Den som vill ha tillträde till ett skyddsobjekt eller som uppehåller sig invid ett skyddsobjekt är skyldig att på begäran av den som bevakar skyddsobjektet
1. uppge namn, födelsetid och hemvist,
2. underkasta sig kroppsvisitation som inte avser undersökning av brev eller annan enskild handling, samt
3. finna sig i undersökning av fordon, fartyg och luftfartyg som har medförts till platsen.[11]

Det står inte i Skyddslagen att legitimationshandling måste uppvisas på begäran, men det är praxis att det kan krävas, baserat på tolkning av 12§ som medger avvisande eller omhändertagande av den som kan antas uppge oriktigt namn.

## Brott och straff

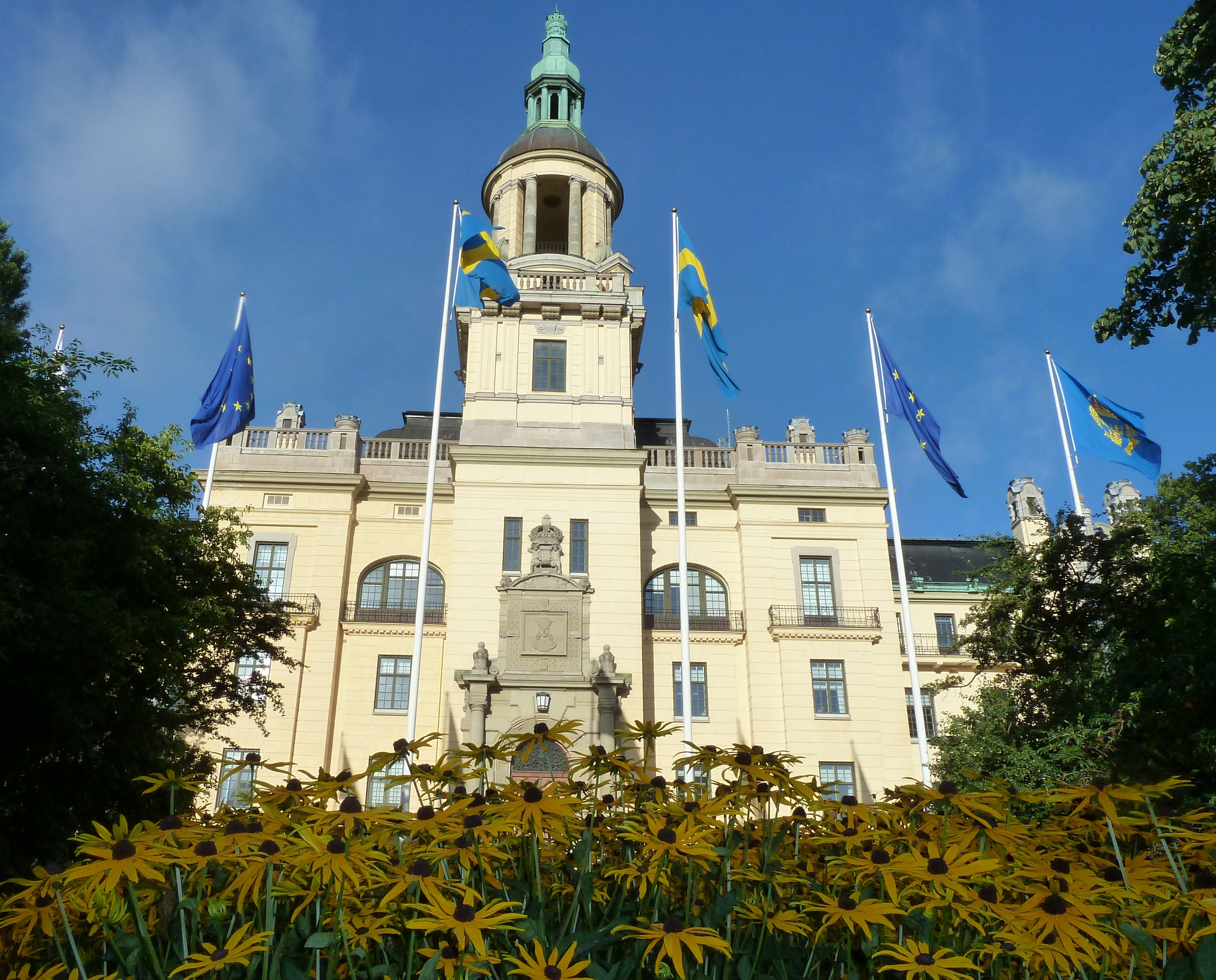
Att fotografera eller avbilda skyddsobjekt så som Stockholms polishus går emot skyddslagen.

Den som uppsåtligen eller av oaktsamhet bryter mot ett förbud för tillträde eller avbildning § döms till böter eller fängelse i högst två år. Den som lämnar oriktiga eller vilseledande uppgifter för att få tillträde till ett skyddsobjekt döms till böter eller fängelse i högst sex månader.

## Bilder

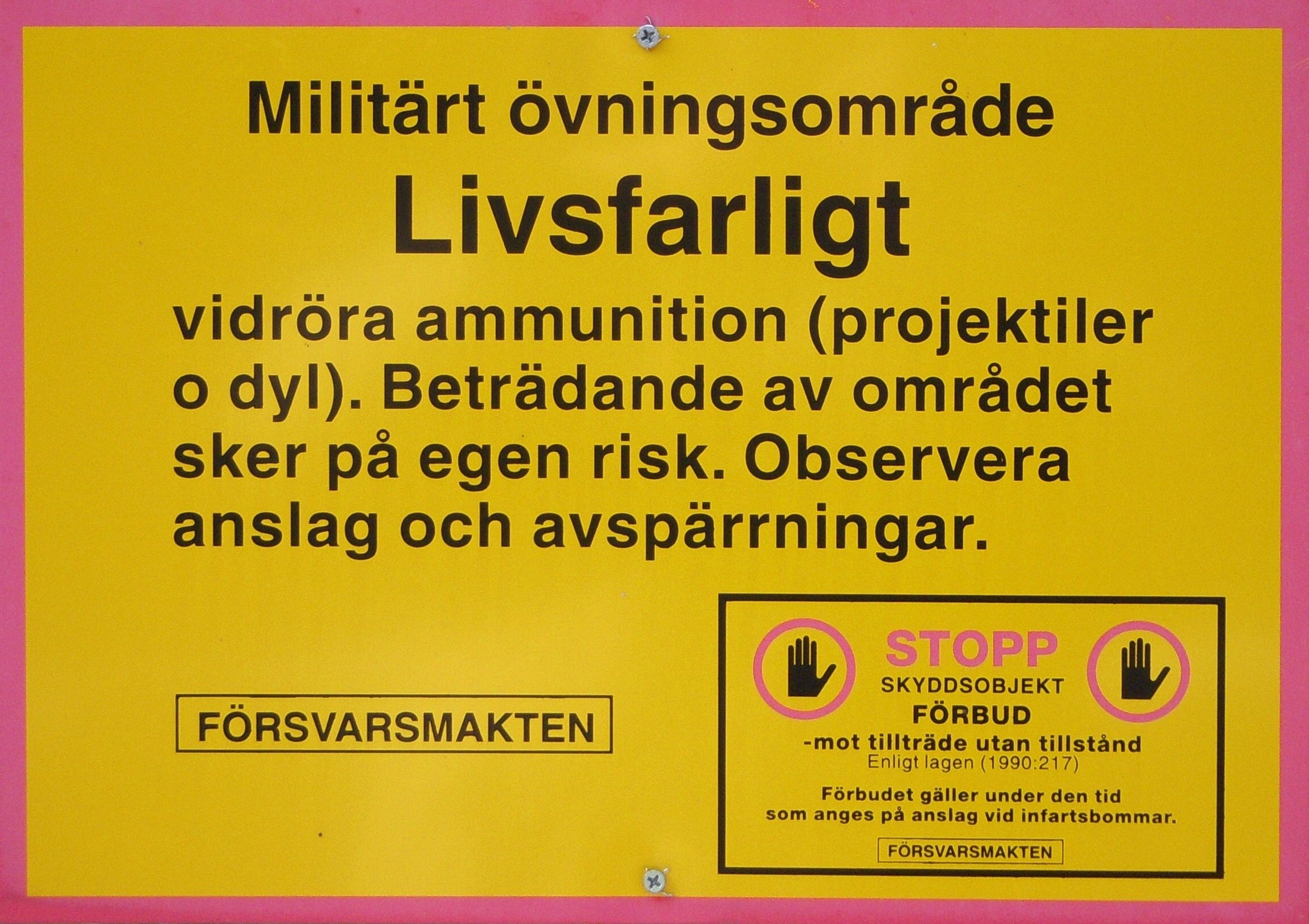
"Militärt övningsområde" vid Vällinge skjutfält.
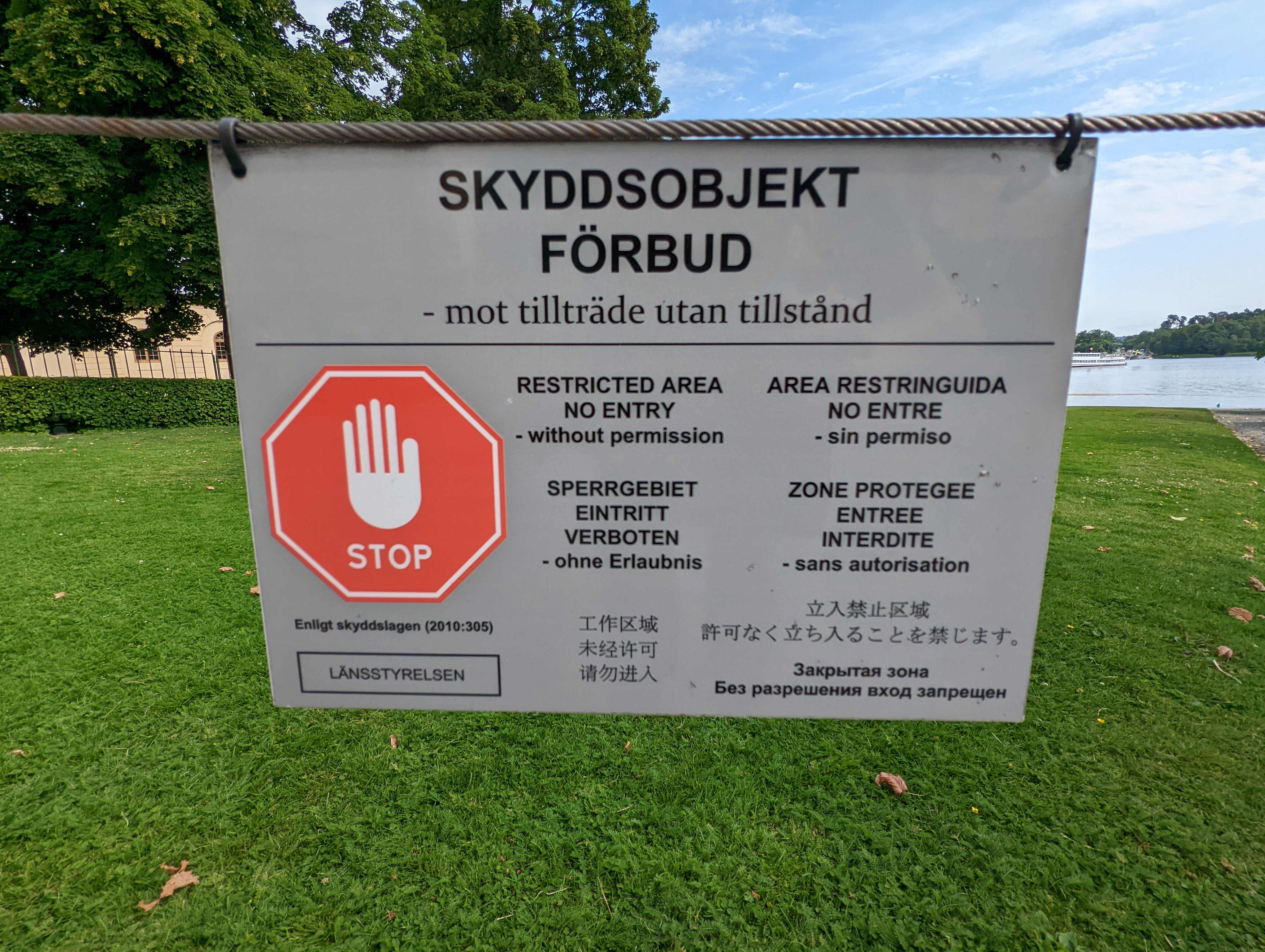
Avspärrning vid Drottningholms slotts barockpark.
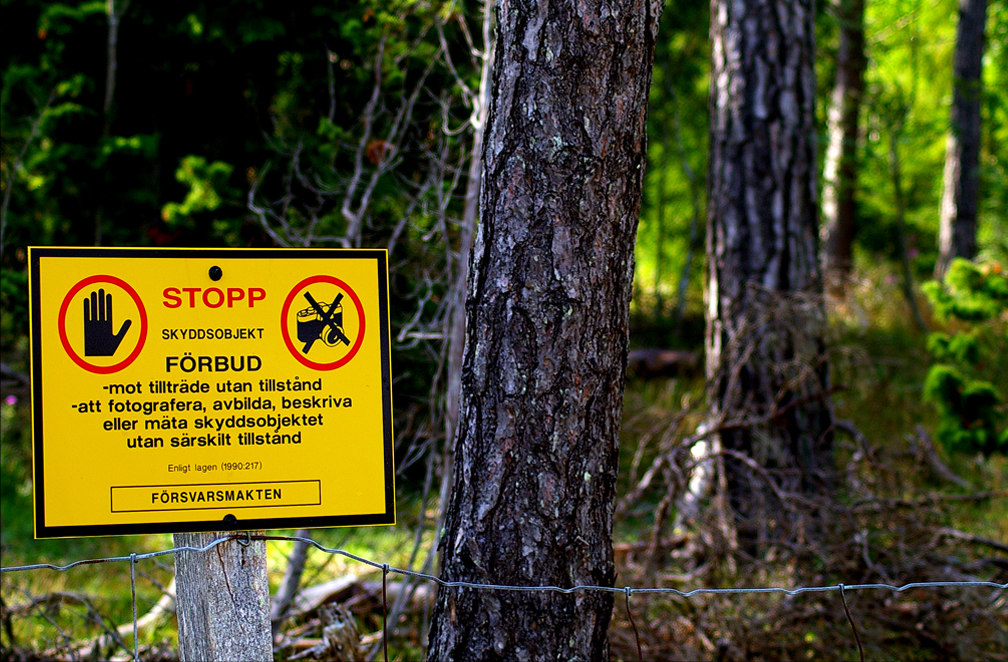
En skyddsobjektsskylt vid ett militärt skyddsobjekt på Gotland.

## Utlandet
I många andra länder finns regler om förbud mot beträdande, fotografering och beskrivning av viktiga anläggningar och objekt. Ofta är det betydligt fler typer av objekt som är skyddade.[källa behövs]